# Real Casa de la Moneda (Segovia)
La Real Casa de la Moneda o Real Ingenio de Segovia es un edificio construido en el siglo XVI en Segovia por Felipe II para ser sede de la primera ceca mecanizada en España. Está reconocida como uno de los edificios de arquitectura industrial más antiguos de Europa

## Historia
Los primeros indicios de moneda acuñada en Segovia se remontan a la época romana, aproximadamente entre 30 y 20 a. C., siendo un as de bronce con la inscripción "SEGOVIA". En el siglo XII se sabe que se seguía acuñando moneda en Segovia, gracias al documento que ilustra la donación del rey Alfonso VII de "la cuarta parte de la moneda que en Segovia se labrara" para la construcción de la antigua catedral de Santa María.
En mayo de 1455, Enrique IV inauguró la Casa de Moneda de Segovia, ceca en la que se fabricaba moneda con medios artesanales (martillo, tijeras y troqueles). Esta se encontraba en las inmediaciones de la iglesia de San Sebastián y funcionaría hasta 1681, haciendo de Segovia la única ciudad española en las que convivían dos casas de la moneda simultáneamente. 
En 1583 Felipe II ordenó la construcción de una ceca que introdujera en España la técnica de acuñación en España mediante rodillo.  

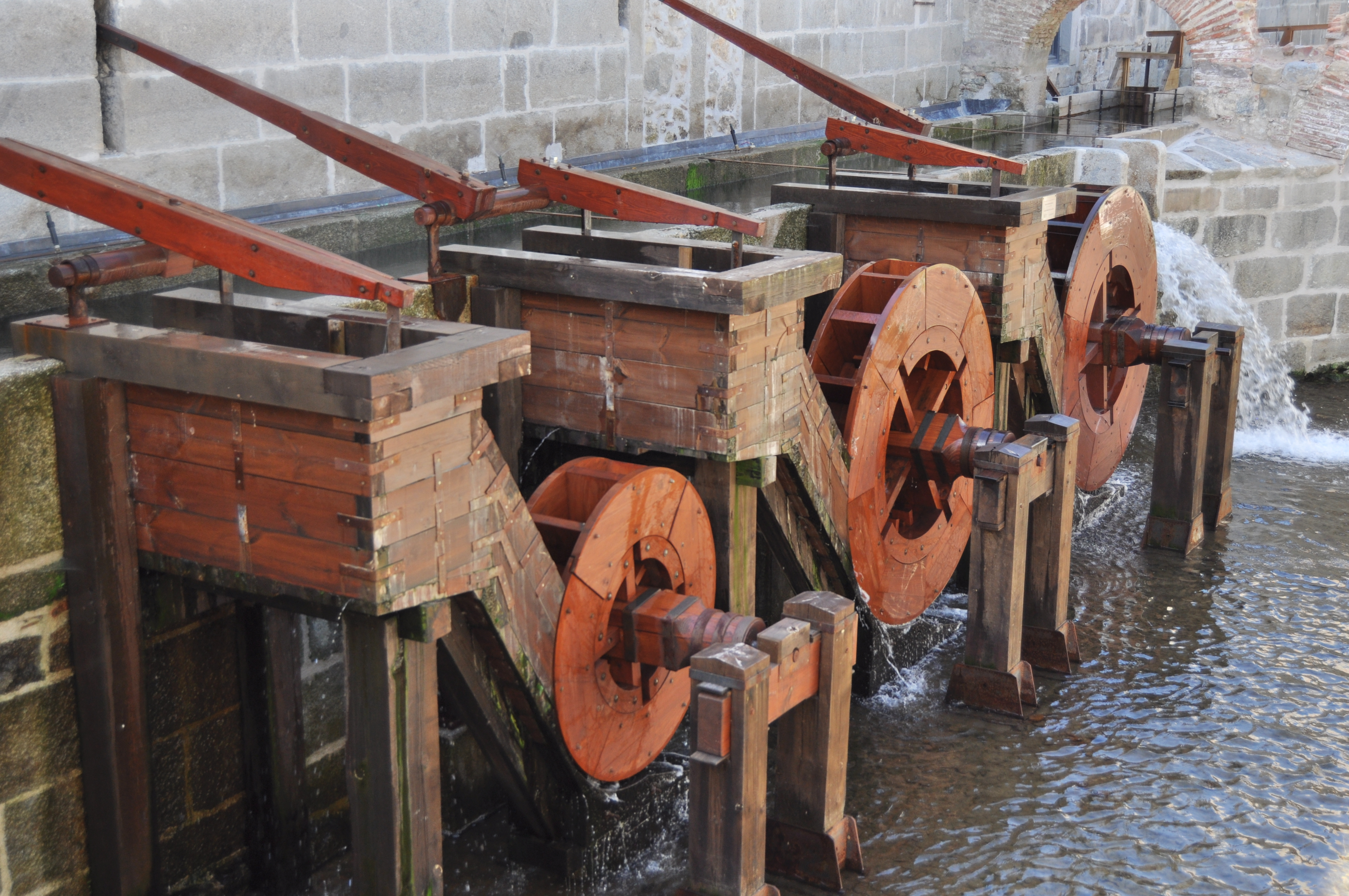
Molinos hidráulicos utilizados para hacer funcionar las prensas

Esta tecnología renacentista consistía en un sistema de laminación y acuñación mediante ingenios movidos por ruedas hidráulicas. Esta técnica fue inventada en Augsburgo en 1550 y antes de su implantación en Segovia se utilizaba en otras ciudades europeas. La máquina construida en Burg Hasegg, Hall in Tirol (Austria), se trajo a España con el mayor convoy industrial que se conoce hasta el momento. El diseño de esta fábrica fue encargado a Juan de Herrera, quien lo llevó a cabo junto con los arquitectos austriacos. La primera moneda del Real Ingenio de Segovia fue acuñada en 1586, siendo estas reales de plata.
La primera moneda de oro acuñada en la Casa de la Moneda data de 1607, correspondiendo a una serie de escudos bajo el mandato de Felipe III.
Felipe V con el objetivo de sanear las cuentas del reino y modernizar el proceso de creación de moneda emitió la Ordenanza de 1728, la cual estipulaba que todas las cecas debían acuñar a volante y desautorizó la acuñación de monedas de oro y plata en todas las casas de moneda excepto en las de Sevilla y Madrid, siendo la última vez que la Casa de la Moneda de Segovia emitiese moneda de esos metales. En 1771 el sistema de acuñación inicial, de rodillo hidráulico, fue reemplazado por la prensa de volante, siendo las primeras monedas acuñadas con esta tecnología el 5 de julio de 1772 bajo el reinado de Carlos III. Por esta época ya había perdido su denominación de Real Ingenio, siendo conocida como "Casa de Moneda de Segovia"

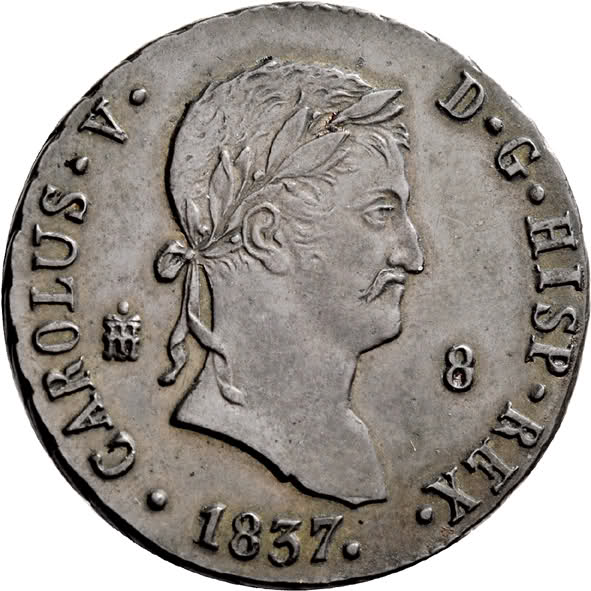
Moneda con el busto de Carlos María Isidro de Borbón

El 18 de abril de 1809, en el contexto de la guerra de la independencia, se manda acuñar moneda con el busto y nombres de José Bonaparte, pero solo se conocen ejemplos de entre los años 1810 y 1813. Así mismo, durante la primera guerra carlista, las tropas comandadas por Zaratiegui obligaron a los operarios de la Casa de la Moneda a acuñar moneda con el busto del pretendiente Carlos María Isidro de Borbón, utilizando troqueles del fallecido Fernando VII pero obligando al grabador jubilado de la ceca a añadirle un bigote.
La tercera y última tecnología que albergó la Real Casa de Moneda de Segovia fue la de acuñación mediante prensa automática. Este sistema apenas funcionó tres años, pues a principios de 1869 se llevaría a cabo la última acuñación en Segovia, una medalla conmemorativa de la República.
En 1879 el edificio albergó una fábrica de harina que detuvo su actividad en el año 1968. Es durante el principio del siglo XX cuando se comienza a conocer a la Casa de la Moneda por su nombre actual, perdiendo su denominación anterior de "Casa de Moneda de Segovia"
En 1989 el Ayuntamiento de Segovia inició los trámites necesarios para la compra del edificio y rehabilitación del mismo. El 8 de junio de 2000 fue declarada Bien de Interés Cultural, mediante un decreto publicado en el Boletín Oficial de Castilla y León el día 12 de ese mismo mes. El Museo de la Real Casa de Moneda se encuentra abierto al público desde junio de 2012.

## Arquitectura

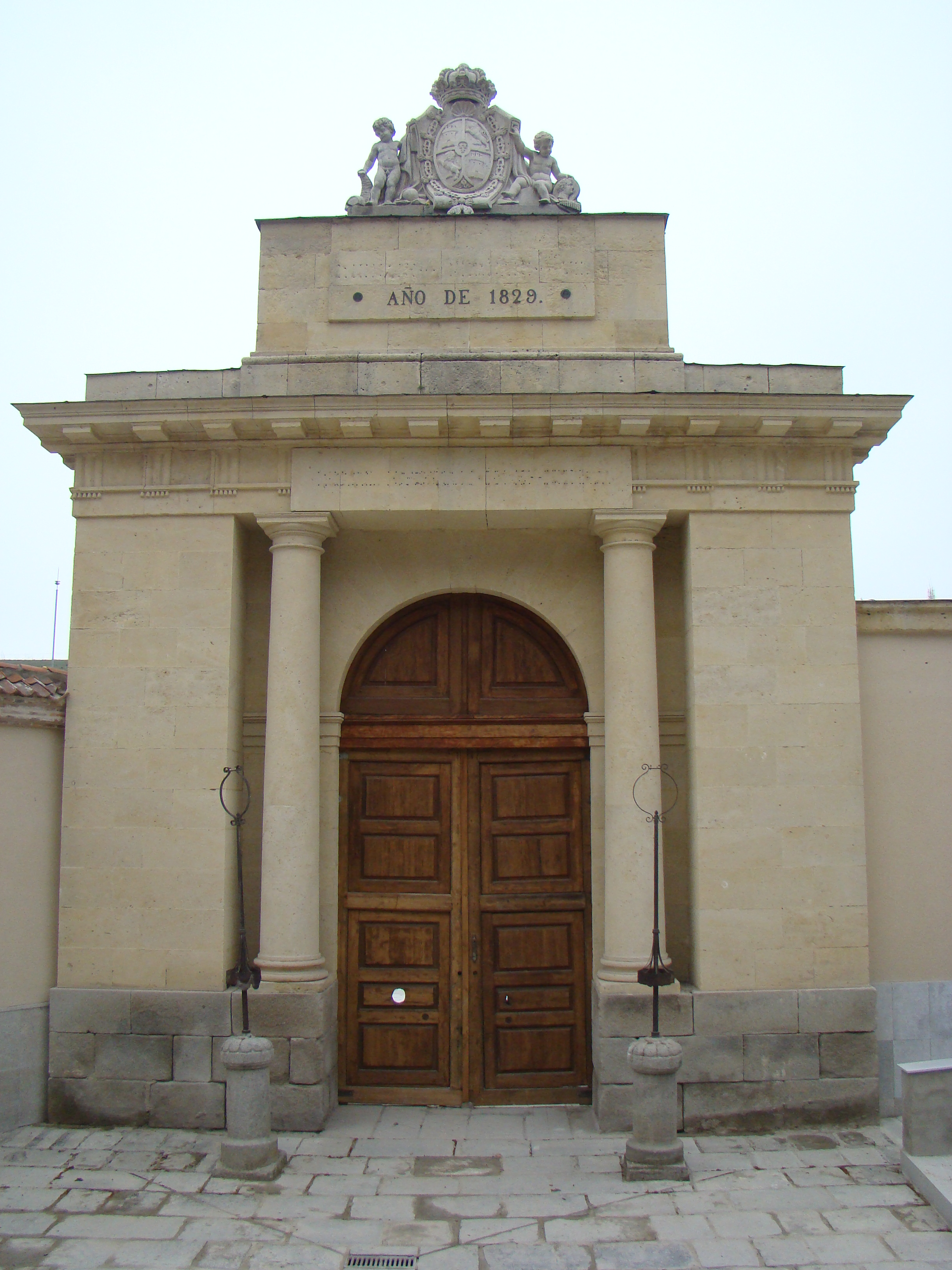
Puerta de la Casa de la Moneda

La ubicación fue la elegida, por el rey Felipe II en 1583 para situar la Casa de Moneda. Fue construida entre 1583 y 1588 por Juan de Herrera para Felipe II.  Se encuentra en el margen izquierdo del río Eresma muy cercana al Monasterio de Santa María del Parral de los monjes jerónimos. El gran tamaño del complejo, la mayor Casa de Moneda de su época, es símbolo del poder del monarca.
El edificio fue diseñado para guardar una moderna maquinaria, conocidas como «ingenios», así como los diferentes departamentos del proceso industrial. El nuevo sistema de fabricación producía monedas de forma mecanizada y en serie, siendo precursora en más de doscientos años de las modernas factorías de la revolución industrial.
El complejo se articula a través de dos patios que, mediante un muro decorado con las clásicos bolas herrerianas, salvan el desnivel. El edificio se caracteriza por ser fiel al estilo escurialense, preponderando la pureza de líneas frente a los elementos decorativos y las cubiertas de pizarra empinadas. 